# Армянское имя
Армянское имя — личные имена и фамилии, распространённые среди представителей армянской нации по всему миру.

## Имя
По происхождению личные имена разнообразны. Большой пласт составляют исконно армянские и урартские имена (язык существовал до VI века до н. э.). Часть из них связаны с пантеоном языческих армянских богов и мифологией.
В VI—IV вв. до н. э. Армения входила в состав персидской империи Ахеменидов, и некоторые древнеперсидские дворянские имена получили распространение и в Армении, например Тигра́н, Арташе́с (от Артаксеркс, Артахшасса) или Шава́рш (от Ксеркс, Xšayāršā). С начала IV века христианство стало официальной религией армянского государства и в обиход вошли библейские имена еврейского и реже греческого происхождения. После первого раздела Армении, часть страны в IV—VII веках относилась к Персии (Ирану), что способствовало распространению именам среднеперсидского (пехлевийского) происхождения. В VII веке страна была захвачена арабами и несколько арабских имён вошли в обиход армян. С начала XI века Армения подвергалась нашествию тюрко-сельджукских племён и какое-то время население перенимало также тюркские имена (многие тюркские имена в свою очередь имеют арабское или персидское происхождение). С начала XVIII века Армения сближается в Российской империей и начинает вводить в обиход распространённые в России, а позднее и в СССР, имена.
В двадцатом веке встречалось использование имён персонажей литературных произведений и кинематографа (Гамлет, Офелия).
По данным Национальной службы статистики Армении, самыми популярными именами для новорождённых в стране являются:
| Место | 2012   | 2013      | 2016   | 2019  | 2012   | 2013   | 2016   | 2019   |
| ----- | ------ | --------- | ------ | ----- | ------ | ------ | ------ | ------ |
| 1     | Милена | Нарэ      | Нарэ   | Нарэ  | Нарек  | Нарек  | Давид  | Давид  |
| 2     | Мария  | Манэ      | Мари   | Мария | Гор    | Давид  | Нарек  | Нарек  |
| 3     | Манэ   | Ани, Анна | Манэ   | Манэ  | Айк    | Арман  | Алекс  | Айк    |
| 4     | Ани    | Мариям    | Мария  | Мари  | Алекс  | Артур  | Тигран | Тигран |
| 5     | Элен   | Мэри      | Милена | Арпи  | Эрик   | Самвел | Айк    | Марк   |
| 6     | Анаит  | Милена    | -      | -     | Арман  | Гор    | -      | -      |
| 7     | Мариам | Лусине    | -      | -     | Самвел | Эрик   | -      | -      |
| 8     | Анна   | Элен      | -      | -     | Тигран | Тигран | -      | -      |
| 9     | Мэри   | Асмик     | -      | -     | Арам   | -      | -      | -      |

До 2012 года продолжительное время самыми популярными детскими именами в Армении были Милена и Нарек.

## Фамилия

### Суффиксы
Современные армянские фамилии обычно заканчиваются на суффикс -ян (-յան и -եան), указывающий на принадлежность, и являются чаще всего патронимами. Совсем редко такие фамилии образованы от указания какого-либо качества или признака.
Несколько фамилий имеют суффикс -уни (-ունի), аналогичный по значению суффиксу -ян, и относятся к древним аристократических родовым именам городов-государств 1 тысячелетия до н. э. (Аршакуни, Багратуни, Пахлавуни, Аматуни).
Суффикс -нц (арм. -նց, окончание родительного падежа множественного числа в древнеармянском) может употребляться как отдельно, так и прибавляться к -ян и -уни. Суффикс выражает принадлежность к роду, берущему начало от прародителя, чьё имя используется в качестве фамилии (Тонунц). Так, фамилия «Саркисян» выражает ближайшее родство (дочь или сын Саркиса) — данная форма вошла в употребление примерно с XVIII века, когда правительство Османской империи начало проводить регулярные переписи населения. В свою очередь, фамилия «Саркисянц» выражает принадлежность к целому роду, берущему начало от Саркиса — данная форма возникла, скорее всего, в ходе утверждения феодальных отношений в эпоху Великой Армении и была знаком принадлежности к привилегированному сословию.
Перед -ян и -уни могут стоять суффиксы -ли (арм. -լի) и -чи/-джи (арм. -ճի), означающие, что фамилия образована от названия профессии или географического названия.
Фамилии многих восточных армян после присоединения Южного Кавказа к Российской Империи получили русифицированный вариант и заканчиваются на суффикс -ов (Саркисов, Оганесов, Арутюнов, Тарасов и пр.), а также иногда на суффикс -ев (Таривердиев, Луспекаев, Бабаев, Лазаревы и пр.).

Чрезвычайно большой прилив совершенно чуждых русскому языку родовых прозваний произошел в России вследствие присоединения к ней Закавказского края. Но замечательно, что нигде не удается так легко, как там, внешнее обрусение туземных фамилий и, притом, самым простым способом — изменением или усечением окончаний, свойственных грузинским фамилиям на «швили» и армянским на «янц» — на «ов». Так, там явились фамилии: Аваловы, Андронниковы, Мачабсловы, Меликовы, Палавапдовы, Салаговы, Тумановы, Челокаевы, Эрнстовы и другие, которые с первого раза могут показаться по их окончанию, а некоторые даже и по звуку, великорусскими фамильными прозваниями. Такое обрусение армянских родовых прозваний происходило в прежнее время, когда сами армяне желали казаться русскими, но когда впоследствии и между ними стала развиваться «идея национальности», то они стали менять новозаимствованные ими русские прозвища на прежние армянские, и тогда между ними взамен, например, Назарова оказался Назарианц, а вместо Окопова — прежний Акопианц. 
— Е. Карнович «Родовые прозвания в России»
Некоторые потомки иммигрантов отбросили суффиксы (Шарль Азнавур и Энди Серкис).

### Корни
Наряду с исконно армянскими, корни фамилий по происхождению могут быть:
- арабскими[7] (Касабян),
- еврейскими (Акопян, Давидян, Ованнисян),
- греческими (Геворгян, Григорян, Петросян),
- иранскими (Налбандян, Баграмян, Едигарян, Шахназарян, Мигранян, Аршакуни, Пахлавуни, Арташесян, Шахбазян, Заргарян),
- тюркскими (Озанян, Караханян, Шагинян, Гюльбенкян, Демирчян, Параджанов, Долуханова, Игитян)

Приставка Тер-/Дер- (Տեր) означала обращение к священнику.